# Parasite Eve (filme)
Parasite Eve (パラサイト・イヴ, Parasaito Ivu) é um filme japonês de terror e ficção científica de 1997, dirigido por Masayuki Ochiai, baseado no romance homônimo de 1995 de Hideaki Sena. O enredo começa quando Kiyomi (Riona Hazuki), esposa do cientista Toshiaki Nagashima (Hiroshi Mikami), tem morte cerebral após um acidente de trânsito no dia de seu primeiro aniversário de casamento. Nagashima tenta fazer Kiyomi voltar à vida através de um acordo com um médico que quer captar os rins de Kiyomi para serem transplantados na jovem Mariko. Nagashima concorda, mas com a condição de que possa ficar com o fígado de sua esposa. Enquanto Nagashima faz experiências com o órgão, o médico descobre que as amostras se transformaram numa forma gelatinosa da esposa morta de Nagashima e se revelaram como uma organização de mitocôndrias sencientes empenhada em gerar uma nova espécie que vai acabar com a humanidade.
Em 1997, Kadokawa Shoten decidiu usar seu departamento de produção cinematográfica para desenvolver uma versão cinematográfica de Parasite Eve, tornando-o seu primeiro filme em três anos. O filme foi co-produzido por Kadokawa e pela Motion Picture Division da Fuji Television. Ochiai fez sua estreia como diretor de longa-metragem, tendo anteriormente trabalhado na televisão japonesa em séries de terror como Night Head. Parasite Eve foi filmado em oito semanas, com um orçamento de 550 milhões de ienes. Ochiai não ficou totalmente satisfeito com o resultado do filme, por ter sido pressionado a salientar o elemento romântico da história. Mais tarde ele alegou que houve "tantos pontos em que tive de ceder, que ele não poderia ser um verdadeiro filme de terror". O filme foi lançado no Japão em 1º de fevereiro de 1997, com lançamento limitado fora do país. Recebeu críticas mistas; o The Daily Yomiuri avaliou o filme como "ocasionalmente moderadamente agradável" e a Fangoria o chamou de "imperfeito mas fascinante".

## Enredo
Toshiaki Nagashima é um pesquisador que estuda as mitocôndrias e ensina como elas são transmitidas entre gerações desde o lado materno de uma família, e seu possível uso para regeneração de tecidos a partir de células do fígado. A esposa de Toshiaki, Kiyomi, o visita em seu local de trabalho para comemorar seu aniversário de casamento, mas descobre que ele se esqueceu da data. Voltando para casa, Kiyomi se envolve em um acidente de carro e entra em coma devido a danos cerebrais. Um médico, Takashi Yoshizumi, encontra-se com Nagashima no dia seguinte e diz a ele que sua esposa é doadora de órgãos e que uma jovem chamada Mariko Anzai, internada no hospital, precisa de um doador de rim. Ele concorda em doar os rins da esposa, com a condição de que ele possa ter o fígado de Kiyomi. Nagashima leva o fígado para seu laboratório, dispensando os cientistas para realizar experimentos no órgão. No hospital, a saúde de Mariko mostra uma melhora marcante, mas à noite ela começa a gritar, exigindo que algo seja removido de seu corpo; seus cuidadores descartam suas demandas como pesadelos. Em seu laboratório, Nagashima encontra as amostras de fígado crescendo a uma taxa exponencial. Uma noite, uma gelatina do fígado se mistura com amostras de uma garrafa rotulada "Eva" e possui a assistente de laboratório Sachiko. Mais tarde naquela noite, Nagashima entra no laboratório e encontra uma forma gelatinosa que assume a forma de Kiyomi. Nagashima se aproxima, e eles se abraçam e fazem sexo no chão do laboratório. Depois disso, o ser semelhante a Kiyomi se deteriora, deixando-o sozinho.
Em casa, Nagashima encontra os diários de Kiyomi, que revelam que ela estava perdendo o controle de si mesma e ouvindo vozes que a deixavam atraída pelo trabalho de Nagashima e a incitavam a manipular suas ações para fazer com que ele realizasse seus experimentos, levando até à noite anterior. Sachiko se aproxima de Nagashima e diz a ele para assistir a sua apresentação em uma conferência de ciências. Na conferência, ele se encontra com Yoshizumi, que diz que Mariko fica mais estranha a cada dia e que até seu útero está mudando. Sachiko começa a sua apresentação, revelando-se um coletivo de mitocôndrias que substituirá os humanos e poderá controlar as mitocôndrias dos humanos. A criatura diz que encontrou um útero ideal para continuar seu processo. Nagashima pergunta se a criatura é Eva, e a criatura faz um homem da plateia explodir em chamas, através das mitocôndrias em seu corpo, o que deixa a plateia em pânico. Nagashima diz ao médico que a criatura coletou esperma e está procurando um útero para cultivá-lo, e os dois correm para o hospital.
No hospital, o abdômen de Mariko convulsiona violentamente enquanto a equipe tenta ajudar. Quando Nagashimai e Yoshizumi chegam, eles descobrem que Mariko desmaiou e a criatura está tentando escapar com ela. A criatura escapa lentamente, e incendeia pessoas enquanto se move pelos corredores. Nagashimai e Yoshizumi tentam usar portas de segurança para evitar que a criatura escape, então ela segue para o telhado com Mariko. Nagashima implora à criatura, chamando-a de Kiyomi, para libertar Mariko. A criatura responde que a sua forma é uma nova evolução, que Mariko será a portadora da verdadeira Eva Mitocondrial, e que a mitocôndria controlou todos os eventos na vida de Kiyomi que levaram até aquele momento, incluindo manipulá-la para se apaixonar por Nagashima. Ele chama Kiyomi enquanto a criatura diz a ele para ir embora e incendeia seus braços. Nagashima continua em frente e abraça Kiyomi, e ambos ardem em chamas. Takashi chega ao telhado e resgata Mariko, enquanto a criatura e Nagashima continuam queimando.

## Elenco
Elenco proveniente do livro The Toho Studios Story.
- Hiroshi Mikami como Toshiaki Nagashima
- Riona Hazuki como Kiyomi Nagashima
- Tomoko Nakajima como Sachiko Asakura
- Ayako Omura como Mariko Anzai
- Hisako Manda como Etsuko Odagir
- Noboru Mitani como Mutsuo Ishihara
- Tetsuya Bessho como Takatsugu Yoshizumi

## Produção
Parasite Eve é baseado no romance de mesmo nome de Hideaki Sena. Sena tinha formação em farmacologia e seu trabalho diário consistia em testar mitocôndrias com drogas para testar sua capacidade de converter ácidos graxos em energia. Um documentário de televisão que viu deu-lhe a ideia de que as mitocôndrias tinham vontade própria e não estavam dispostas a continuar a sua relação simbiótica. Essa foi a base de seu romance, que foi muito popular no Japão e foi o primeiro livro a receber o Japan Horror Novel Award. Em 1997, Kadokawa Shoten decidiu usar o lado da produção cinematográfica de seus negócios para desenvolver uma versão cinematográfica de Parasite Eve. Foi o primeiro filme da empresa em mais de três anos depois que um escândalo com drogas impediu o produtor independente de fazer filmes. Parasite Eve foi co-produzido por Kadokawa e pela Motion Picture Division da Fuji Television. O filme custou 550 milhões de ienes para ser feito e aproximadamente a mesma quantia para ser promovido.
O grupo contratou Masayuki Ochiai, que havia feito a série de televisão Night Head para a Fuji Television na década de 1990. O roteiro do filme foi escrito por Ryoichi Kimizuka, que teve que reorganizar a abordagem não linear do romance de Sena e editar os termos técnicos usados para torná-lo apropriado para um roteiro. O diretor Masayuki Ochiai afirmou que "não estava muito feliz com as circunstâncias em que eu estava quando tive que criar [Parasite Eve] [...] Em primeiro lugar, fui forçado pelos produtores a fazer uma história de amor. Eu tive que fazer tantos compromissos que não poderia ser um verdadeiro filme de terror." Entre o elenco estava Riona Hazuki, que era mais conhecida por suas aparições na televisão japonesa neste período. Ochai afirmou que procurou por alguém "que pudesse representar a sensibilidade da personagem. Encontrei essa qualidade dentro de Hazuki." Devido à sua popularidade, Ochiai estava preocupado que seus fãs iriam assistir ao filme apenas para vê-la nua. Para evitar isso, ele foi inspirado por um mangá de Osamu Tezuka que envolvia mulheres que odiavam homens e que deveriam dominar o mundo. Tezuka desenhou essas mulheres sem mamilos, ideia que Ochiai usou para Hazuki no filme, sentindo que a tornaria "sexual" e "bizarra e horrível sem ser exploradora". Parasite Eve levou oito semanas para filmar.

## Lançamento
Parasite Eve foi lançado nos cinemas do Japão em 1 de fevereiro de 1997 pela Toho. O filme teve um lançamento relativamente limitado nos cinemas e não foi amplamente distribuído no exterior. A Variety projetou que o filme lucraria cem milhões de ienes durante sua exibição de cinco semanas em cerca de 150 cinemas japoneses. O filme arrecadou um total de 490 milhões de ienes no mercado doméstico. Não foi uma das produções japonesas de maior bilheteria do ano, com os filmes de ação ao vivo Lost Paradise arrecadando 2,3 bilhões de ienes e School Ghost Stories 3 arrecadando 1,15 bilhão de ienes.
Em 2001, Parasite Eve foi exibido no Grauman's Egyptian Theatre em Los Angeles, Califórnia, como parte da série "Japanese Outlaw Masters 3: The New Generation". Foi exibido ao lado de Uzumaki e Cat Soup. Parasite Eve foi lançado com legendas em inglês nos Estados Unidos pela A.D. Vision em 31 de agosto de 1998; a mesma empresa o lançou em DVD e VHS em 14 de agosto de 2001.

## Recepção
A acadêmica Colette Balmain disse que Parasite Eve é muitas vezes esquecido por causa de sua distribuição limitada no Japão e no exterior em comparação com Ring (1997), de Hideo Nakata. De acordo com ela, é um filme-chave no boom de J-horror do final dos anos 1990 e início dos anos 2000, e tem tramas semelhantes à sequência de The Ring, Spiral (1998), que contém temas semelhantes de desastre genético devido à ciência correndo loucamente. Balmain elogiou a "pontuação evocativa" de Joe Hisaishi e a atuação de Hiroshi Mikami, e disse que o filme se sai melhor como um texto "sobre luto e melancolia" do que como um filme de terror, que ela disse ter um "ritmo relativamente lento" e "efeitos não tão especiais".
Aaron Gerow comentou sobre filme na The Daily Yomiuri, descrevendo-o como "moderadamente agradável às vezes", mas que "ilumina o romance" e que "falta criatividade e tudo isso parece muito com um drama de TV exagerado". Um revisor anônimo da Fangoria descreveu Parasite Eve como um filme "falho, mas fascinante" que é "sustentado pelo estilo seguro de Ochiai e muitos momentos perturbadores". A crítica concluiu que Ochiai "mantém um tom mortalmente sério diante da estupidez galopante" e que o filme é "uma estreia consumada, provando que Ochiai é uma das forças mais originais do novo cinema japonês".